# Fosa interpeduncular
 La fosa interpeduncular es un área en forma de romboide de la base del cerebro, limitada por delante por el quiasma óptico, detrás por la superficie antero superior del puente troncoencefálico, anterolateralmente por los tractos ópticos convergentes y posterolateralmente por los pedúnculos cerebrales divergentes.
El piso de la fosa interpeduncular, desde atrás hacia adelante, está formada por la sustancia perforada posterior, los cuerpos mamilares, el tubérculo, el infundíbulo y la glándula pituitaria. 
El contenido de la fosa interpeduncular incluye el nervio oculomotor y el círculo de Willis. 

## Anatomía
La fosa interpeduncular se encuentra en la porción posterior del cerebro, en el tronco encefálico. 
Se ha encontrado en humanos y macacos, pero no en ratas o ratones, lo que demuestra que esta es una región evolutiva relativamente nueva.

## Significación clínica
Las localizaciones más comunes de la  melanosis neurocutánea se han producido a lo largo de la fosa interpeduncular, el tronco encefálico ventral, el cordón cervical superior y el cordón lumbosacro ventral.

## Imágenes adicionales

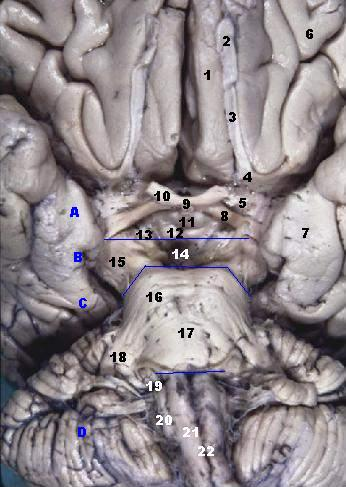
Vista anterior del tronco encefálico humano
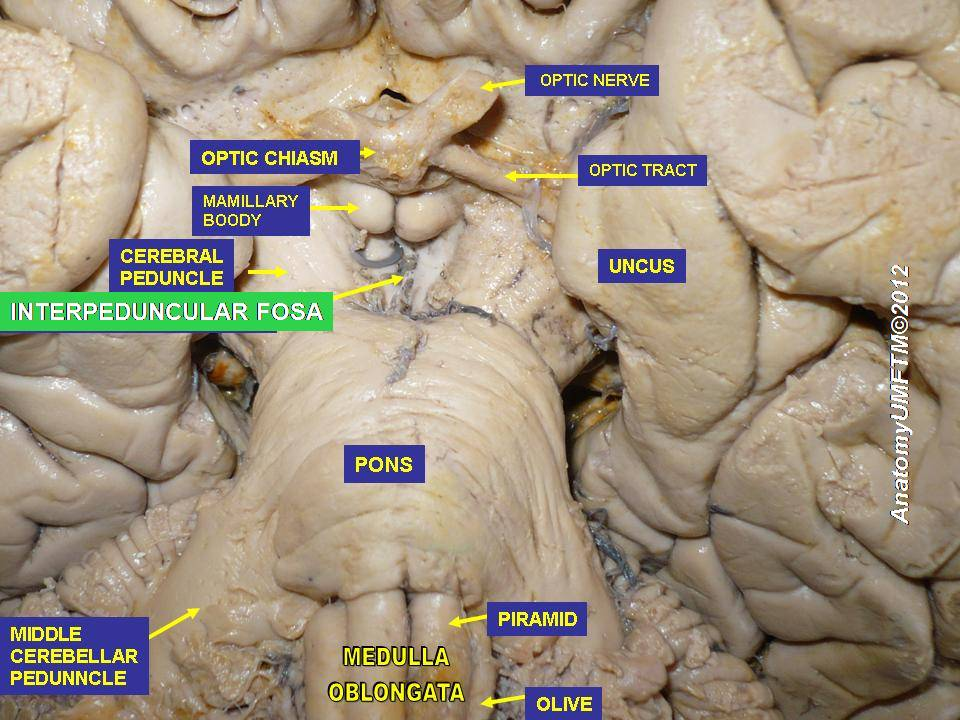
Fosa interpeduncular
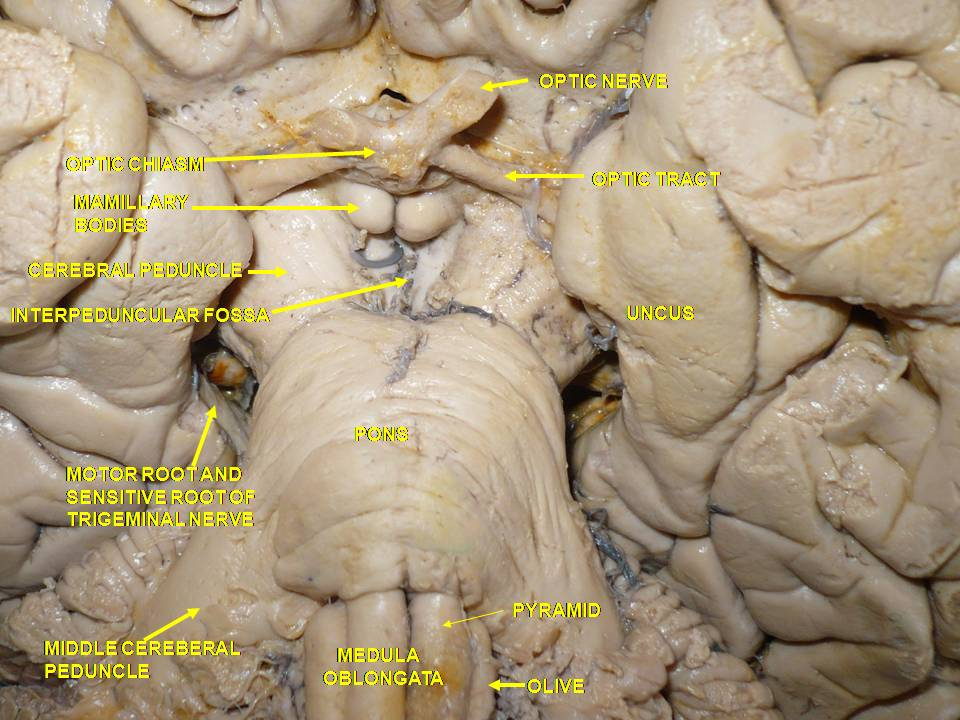
Cerebro. Disección profunda. Disección inferior.